# Wyatt Matthew Halliwell
Vous êtes invité à donner votre avis sur cette page de discussion, de manière argumentée en vous aidant notamment des critères d’admissibilité ou en présentant des sources extérieures et sérieuses.  
Après avoir apposé le modèle {{Admissibilité}} sur une page, suivez les étapes expliquées sur Wikipédia:Débat d'admissibilité/Aide :
| 1. | Créez la page de débat d'admissibilité.                                                                      | Sauvegardez d’abord la page pour l’initialiser puis indiquez votre motivation.                 |
| 2. | Important : ajoutez une entrée dans la section Débat d'admissibilité du jour.                                | Utilisez ce texte : *{{L\|Wyatt Matthew Halliwell}}                                            |
| 3. | Pensez à informer les contributeurs principaux de la page et les projets associés lorsque cela est possible. | Utilisez ce texte : {{subst:Avertissement débat d'admissibilité\|Wyatt Matthew Halliwell}}~~~~ |

Pour les articles homonymes, voir Halliwell.
Wyatt Matthew Halliwell est un personnage de fiction issu de la série télévisée Charmed. Il est interprété par Jason Simmons et Kristopher Simmons lorsqu'il est enfant et par Wes Ramsey lorsqu'il est adulte.

## Wyatt Matthew Halliwell (enfant)
Wyatt Matthew Halliwell est le premier fils de Piper Halliwell et de Léo Wyatt. Il est le grand frère de Chris Halliwell. Il est également le premier sorcier mâle de la lignée Halliwell. 
Wyatt est né le 2 février 2003 dans le manoir entouré de ses tantes, son père et son grand-père Victor qui venaient d'éliminer des démons désireux de l'enlever pour l'élever comme héritier des enfers à cause de ses fabuleux pouvoirs. Wyatt adore ses parents et n'hésite pas à utiliser ses pouvoirs pour les protéger. On découvre également que Wyatt est le roi du monde magique car il est le successeur du roi Arthur et le propriétaire d'Excalibur. Sa mère décide d'attendre qu'il atteigne la majorité afin de le laisser manipuler cette relique à sa guise. Au cours de la saison 6, Wyatt supportera mal l'absence de son père lorsque ce dernier deviendra fondateur et qu'il devra quitter le manoir. Wyatt fera en sorte que Piper ne trouve pas de remplaçant à son père en utilisant la magie pour effrayer les prétendants. En grandissant, Wyatt permettra à sa mère et ses tantes de découvrir l'existence de l'école de magie, lieu hautement symbolique pour la famille. Mais il fera la connaissance de Gidéon, qui cherchera à le tuer. Wyatt sera sauvé par son père qui l'aime plus que tout. Au cours de la saison 8, Wyatt intègre une école maternelle définitivement.

## Wyatt Matthew Halliwell (adulte)
On ne sait que peu de choses sur Wyatt lorsqu'il sera adulte à part qu'il aura de puissants pouvoirs et qu'il œuvrera pour le Bien. Mais dans une réalité alternative (que Chris a changée), Wyatt serait devenu le maître des enfers et du monde puisqu'il aurait asservi l'humanité à cause de Gidéon qui à force de s'en prendre à lui aurait détourné la morale du jeune garçon. Au cours du dernier épisode, il revient du futur avec son frère Chris car il découvre qu'il a perdu ses pouvoirs, ce qui est en fait à cause du néant que Billie et Christie ont accueilli en elles (à ce moment-là, il œuvre pour le bien). Il réussit finalement à récupérer ses pouvoirs et repart à son époque avec Chris. Tout à la fin de l'épisode, on voit Wyatt et son frère fabriquer des potions. On se rend compte alors qu'il a pris la relève pour tuer les démons.

## Pouvoirs
Wyatt est le sorcier, de la lignée Halliwell, possédant le plus de pouvoirs magiques. Il est également le plus puissant sorcier de sa génération.
- Projection mentale : La capacité de manipuler la réalité.
- Champ de force : La capacité de créer des champs de force.
- Télékinésie Orbing : La capacité de transporter des objets d'un endroit à un autre.
- Éclipse : La capacité de se téléporter d'un endroit à un autre.
- Guérison : La capacité de guérir les blessures et les plaies des autres.
- Photokinésie : La capacité de créer et de manipuler la lumière.
- Détection : La possibilité de localiser des personnes.
- Manipulation littéraire : La possibilité de contrôler des livres.
- Combustible Orbing : La capacité de canaliser des orbes à travers et donc de le faire exploser.
- Pyrokinésie : La capacité de créer et de manipuler le feu.
- Rétraction : La possibilité de réduire la taille des objets et des êtres.
- Échange des pouvoirs : La possibilité de changer les pouvoirs de deux personnes.
- Conjuration : La capacité de évoquer les choses de différents endroits.
- Vague d’énergie : La capacité de libérer une vague destructrice.
- Manipulation de la voix : La capacité de manipuler la voix.
- Broyage : La capacité de créer une force autour d'un objet et de l'écraser.
- Télékinésie : La capacité de déplacer des objets.